# Олланд, Франсуа
Франсуа́ Жера́р Жорж Николя́ Олла́нд (фр. François Gérard Georges Nicolas Hollande; род. 12 августа 1954, Руан) — французский государственный и политический деятель, 24-й президент Франции (15 мая 2012 — 14 мая 2017), первый секретарь Социалистической партии Франции (1997—2008), депутат Национального собрания Франции (1988—1993; 1997—2012; с 2024 года), мэр города Тюль (2001—2008), президент генерального совета департамента Коррез (2008—2012).
Победитель президентских выборов во Франции 2012 года от Социалистической партии. В первом туре получил 28,63 % голосов, заняв первое место и пройдя во второй тур с действующим президентом Николя Саркози. Одержал победу над Саркози во втором туре. 15 мая 2012 года принёс присягу в Елисейском дворце, став, таким образом, 24-м президентом Франции и автоматически 7-м президентом Пятой французской республики и 66-м сокнязем Андорры. Олланд является вторым французским президентом-социалистом после Франсуа Миттерана. Он первый с 1920 года (после Поля Дешанеля) президент Франции, до избрания ни разу не занимавший министерских постов.

## Биография

### Родители, детство, образование
Франсуа Олланд родился 12 августа 1954 года в Руане в семье врача-отоларинголога Жоржа Гюстава Олланда и социальной работницы Николь Фредерик Маргариты Триберт.
В детстве несколько лет обучался в католической школе, играл в детской футбольной команде при ФК «Руан» на позиции форварда.
В 1968 году вместе с семьёй переехал в престижный пригород Парижа Нёйи-сюр-Сен, где Франсуа окончил лицей.
Образование получил в парижском Институте политических исследований (Sciences Po) и в бизнес-школе HEC Paris, где изучал право и бизнес.
В 1976 году Олланда не хотели брать в армию из-за его близорукости, однако он настоял, чтобы его взяли, так как прохождение службы в вооружённых силах считал важным для своей политической карьеры.
В 1978—1980 годах обучался в Национальной школе управления (ENA), во время обучения там вступил в социалистическую партию в 1979 году. После окончания обучения, став по его результатам восьмым на курсе, работал аудитором в Счётной палате.

### Карьера до избрания президентом
В 1980-х годах занялся активной политической деятельностью.
На выборах 1981 года выступал экономическим советником и доверенным лицом Франсуа Миттерана.
В 1981 году, в возрасте 26 лет, был выдвинут кандидатом в Национальное собрание в департаменте Коррез, которые проиграл, в первом туре уступив Жаку Шираку (26 % против 51 % голосов).
Далее принимал участие в работе правительства Пьера Моруа в кабинетах Макса Галло (возглавил в 1983 году), Ролана Дюма.
В 1984 году стал советником Счётной палаты.
С 1988 по 1993 год (от города Тюль) и с 1997 года являлся депутатом Национального собрания Франции по списку социалистической партии. В нижней палате Олланд был секретарём комитета по вопросам финансов и планирования и докладчиком по оборонному бюджету. В 1996 году он вступил в программу Young Leaders («Молодые лидеры») Франко-американского фонда, который «укрепляет связи между Францией и Америкой».
В 1997 году, по рекомендации Лионеля Жоспена, занял пост первого секретаря социалистической партии. На этом посту в 2004 году инициировал внутрипартийный референдум по вопросу принятия Конституции Европейского союза, на котором большинство подержало законопроект, однако левые внутрипартийные течения его не поддержали.
С 2001 по 2008 год был мэром города Тюль.
В 2008 году избран членом, а затем и президентом генерального совета департамента Коррез. В этот же момент он оставил пост первого секретаря партии.
В 2011 году переизбран президентом генсовета.

### Участие в президентских выборах
Главным претендентом на выдвижение от социалистической партии на президентских выборах во Франции 2012 года был глава МВФ (2007—2011) — Доминик Стросс-Кан. Однако в результате сексуального скандала и дальнейших судебных разбирательств отменил своё участие.
В результате праймериз в социалистической партии 2011 года Олланд во 2 туре занял 1 место, обойдя лидера партии Мартин Обри (56 % и 44 % соответственно), тем самым он был выдвинут кандидатом на президентских выборах 2012 года. По данным соцопросов, в рамках президентских выборов Олланд в первом туре занимал то 1-е, то 2-е места. Главным его конкурентом был действующий президент — Николя Саркози, которого Олланд, по данным соцопросов, должен был победить во втором туре.
Особенностью является то, что его кандидатуру поддержал в начале апреля 2012 года бывший президент правоцентрист Жак Ширак.
По результатам первого тура получил 10 273 480 голосов, что соответствует 28,63 % проголосовавших. Он обошёл действующего президента Николя Саркози на 1,5 %, с ним же он выходит во второй тур.
По результатам второго тура выборов 6 мая 2012 года избран президентом Франции с результатом 51,64 % голосов избирателей.

### Президент Франции
15 мая 2012 года принёс присягу в Елисейском дворце и вступил в должность президента Франции. 16 мая назначил Жан-Марка Эро новым премьер-министром Франции.
Стал самым непопулярным президентом Франции по итогам первых 100 дней правления.
10 сентября 2012 года выступил с предложением ввести 75 % сбор с граждан, имеющих доходы свыше 1 миллиона евро в год. Конституционный суд отверг его инициативу.
Правительство Франции одобрило проект закона о легализации однополых браков и предоставлении однополым партнёрам права усыновления. Расширение прав секс-меньшинств было одним из ключевых пунктов предвыборной программы президента-социалиста Франсуа Олланда и его партии. Он заявил, что готовность легализовать однополые браки станет «шагом вперёд для всего общества». Это вызвало масштабные демонстрации протеста по всей Франции и негативную реакцию католической церкви и правой оппозиции.
В январе 2013 года французская армия по распоряжению Олланда начала интервенцию в Мали. В декабре 2013 года французская армия по распоряжению Олланда начала интервенцию в Центральноафриканской Республике. Операция закончилась победой Франции, восстановлением центральным правительством Мали контроля над регионом.
Сторонник санкций против России в связи с украинскими событиями 2014 года и военной операцией России в Сирии.
В феврале 2013 года рейтинг популярности Олланда составил 30 %, что делало его самым непопулярным президентом Франции с 1981 года, в ноябре — 20 %, в июне 2016 года — 12 %, в ноябре 2016 года — 4 %, что сделало его самым непопулярным президентом Пятой республики за всю её историю.
По причине своей низкой популярности Франсуа Олланд не стал выдвигать свою кандидатуру на президентских выборах 2017 года. 1 декабря 2016 года Франсуа Олланд сообщил о своём решении. Стал единственным президентом Пятой республики, не баллотирующимся на второй срок. 14 мая 2017 года передал свои полномочия избранному президенту Эмманюэлю Макрону.

### После президентства
Как бывший президент, Олланд имеет возможность заседать в Конституционном совете Франции по должности, однако он обещал никогда не занимать место в данном органе.
В июне 2024 года был выдвинут кандидатом от Нового Народного Фронта на парламентских выборах по 1-му избирательному округу Корреза, избран депутатом, набрав 43 % голосов избирателей во втором туре.

#### Мнения
Российско-украинская война
После встреча Владимира Зеленского и Дональда Трампа в Белом доме выступил за решительную поддержку Украины в ее войне с Россией. В частности Олланд сказал:

На силу мы должны ответить силой. На угрозы — ответить бесстрашием. Это касается всей Европы, а Франции — особенно. В ответ на действия администрации Трампа мы должны
1. Увеличить помощь Украине. В частности, серьёзно увеличить вклад Франции, который сейчас относительно невелик по сравнению с Англией и Германией.
2. Обеспечить Украине гарантии безопасности. Если Европа хочет защитить свои границы, ей следует взять на себя ответственность за безопасность своего ближайшего соседа.
3. Срочно усилить оборонительный потенциал Европы, как за счёт координации усилий, так и за счёт наращивания вооружений.

Оригинальный текст (англ.)
Faced with might, we must be strong. Faced with fracture, we must be united. Faced with fear, we must be courageous. This applies to Europe, but first and foremost to France. So we have to admit that our alliance with America is broken for the foreseeable future, and draw all the consequences. I can think of at least three.
The first is that we must continue to intensify our aid to Ukraine. This means seriously increasing the French contribution, which is currently particularly low compared with that of Germany or Britain.
The second is the need to prioritise providing Ukraine with security guarantees. It is too early to define the form these will take or to talk about the presence of soldiers on the ground. But it is clear that if Europe wants to protect its current borders, it must shoulder its share of responsibility for the security of its closest neighbour, especially if America abdicates this responsibility.

The third consequence is the urgency of accelerating European defence spending and beefing up European capabilities. To be sure, the Ukrainian conflict has led to progress in the quest for co-operation and in the co-ordination of our respective armies’ equipment. However, this progress pales into insignificance next to the scale of the threat. It is true that a European fund has been set up, but the amount remains modest and its use unclear. It is to be hoped that the European Commission gives itself a borrowing capacity to supplement the military expenditure of member states.

## Личная жизнь
С конца 1970-х по 2007 год являлся гражданским мужем участницы президентских выборов 2007 года — Сеголен Руаяль. Они заключили гражданское партнёрство, у них четверо детей. В июне 2007 года было объявлено о распаде союза Олланда и Руаяль. Последняя уличила его в измене.
С 2007 по январь 2014 года состоял в фактическом браке с журналисткой Валери Триервейлер, сотрудницей журнала «Paris Match».
В январе 2014 года в СМИ появились сообщения, что Франсуа Олланд встречается с французской актрисой Жюли Гайе.
В июне 2022 года заключил официальный брак с киноактрисой Жюли Гайе. Бракосочетание прошло в городе Тюль на юго-западе страны, где Олланд долго был мэром.

## Награды
- Кавалер Большого креста ордена Почётного легиона (15 мая 2012 года)
- Кавалер Большого креста ордена «За заслуги» (15 мая 2012 года)
- Орден Белого орла (Польша) (16 ноября 2012 года).
- Орден «За заслуги перед Итальянской Республикой», Кавалер Большого креста (21 ноября 2012 года)
- Кавалер Большого креста ордена Нидерландского льва (20 января 2014 года)[32]
- Кавалер Большого креста Национального ордена Мали (15 июля 2013 года)[33]
- Орден Славы (Армения, 12 мая 2014 года) — за большой личный вклад в укрепление и развитие традиционных армяно-французских дружественных отношений, углубление и расширение сотрудничества между Республикой Армения и Французской Республикой[34]
- Золотая медаль Парламента Греции (2015)[35]
- Цепь ордена Звезды Румынии (2016, Румыния)[36]
- Кавалер Большого креста Национального ордена Центральноафриканского признания (13 мая 2016 года)[37]
- Орден Свободы (Украина, 23 августа 2017 года) — за весомый личный вклад в укрепление международного авторитета Украинского государства, популяризацию её исторического наследия и современных достижений[38]